# عمر ولد حماها
كان عمر ولد حماها (أو عمر ولد حماها، هاكا؛ مواليد 5 يوليو 1963 – 8 مارس 2014) قائد ميليشيا إسلامية من شمال مالي. وخلال صراع شمال مالي عام 2012، أصبح معروفًا كمتحدث ورئيس هيئة الأركان لكل من أنصار الدين وحركة التوحيد والجهاد في غرب أفريقيا، الجماعات المسلحة المرتبطة بالقاعدة في المغرب الإسلامي.
ولد ولد حماها في كيدال بمالي. كان نجل سائق جمل عسكري وهو من العرق العربي. في عام 1984، تخرج من المدرسة الفرنسية العربية في تمبكتو. وبدلًا من الذهاب إلى الجامعة، اختار دراسة القرآن في مدرسة موريتانية. عاد إلى تمبكتو في عام 1990، ورفض الحصول على رخصة الوعظ في المسجد الحرام. بعد أن قُتل شقيقه، الذي كان مقاتلًا في الجبهة الإسلامية العربية لأزواد، على يد الجيش المالي خلال تمرد الطوارق في أوائل التسعينات، ذهب ولد حماها إلى تحت الأرض. كما تأثر بالدعاة الباكستانيين، حيث اعتنق تعاليم السلفية.
في منتصف العقد الأول من القرن الحادي والعشرين، انضم إلى تنظيم القاعدة في بلاد المغرب الإسلامي وأصبح نائب مختار بلمختار، أمير لواء القاعدة في الساحل في المغرب الإسلامي. وفي مرحلة ما خلال علاقة بلمختار وولد حماها، يعتقد أن بلمختار تزوج من ابنة ولد حماها، مما زاد من تعزيز علاقتهما. وقد حدد الدبلوماسي الكندي روبرت فاولر، الذي اختطفه تنظيم القاعدة في بلاد المغرب الإسلامي في النيجر في عام 2008، ولد حماها على أنه أحد خاطفيه. بعد 1 أبريل 2012، أصبح معروفًا بصفته المتحدث باسم الجماعة الإسلامية المتشددة أنصار الدين. سيطرت حركة التوحيد والجهاد في غرب أفريقيا، بالتنسيق مع الجماعات الإسلامية المتحالفة معها، القاعدة في بلاد المغرب الإسلامي وأنصار الدين، على شمال مالي بعد معركة غاو في يونيو 2012 حتى عملية سرفال الفرنسية في يناير 2013، والتي أدت إلى استعادة شمال مالي. وبعد السيطرة على غاو، تم تحديد ولد حماها كنائب لرئيس حركة التوحيد والجهاد في غرب أفريقيا في غاو. في أغسطس 2012، أصبح رئيس أركان حركة التوحيد والجهاد في غرب أفريقيا. لم يكن موقف ولد حماها الفعلي في كلتا المجموعتين محددًا، حيث وصفه أحد المعلقين بأنه «المتحدث باسم التحالف [الإسلاموي]» الذي حكم شمال مالي.
بعد تدخل فرنسا في شمال مالي في يناير 2013، استعصى ولد حماها، إلى جانب مختار بلمختار، على القوات الفرنسية وقوات بعثة الأمم المتحدة المتكاملة. في نهاية مايو 2013، أعلنت كل من حركة التوحيد والجهاد في غرب أفريقيا ومنظمة منفصلة عن بلمختار هم كتائب الملثمين عن هجومين انتحاريين شبه متزامنين على منجم لليورانيوم وثكنات عسكرية في شمال النيجر. يعتقد أن علاقة ولد حماها مع كل من موجوا وبلمختار كانت مؤثرة في العملية المشتركة. في 22 أغسطس 2013 أفادت وكالة الأنباء الموريتانية، أن لواء حركة التوحيد والجهاد في غرب أفريقيا وبلمختار قد اندمجا لتشكيل المرابطون، في إشارة إلى سلالة المرابطين في المغرب وجنوب إسبانيا في القرن الحادي عشر.
في 3 يونيو 2013، أعلن برنامج المكافآت من أجل العدالة التابع لوزارة الخارجية الأمريكية عن مكافأة قدرها 3 ملايين دولار للمعلومات التي تؤدي إلى اعتقال ولد حماها. كما أعلنت وزارة الخارجية عن مكافأة قدرها 5 ملايين دولار لاعتقال بلمختار. في مارس 2014، أفادت مصادر عسكرية مالية أن ولد حماها قتل في تبادل لإطلاق النار مع القوات الفرنسية في شمال شرق مالي. بعد شهر نفى المتحدث باسم تنظيم المرابطون مقتل حماها. ومع هذا الإنكار، إلا أن برنامج مكافآت العدالة أخرجه من القائمة في مايو 2014. أكدت القاعدة في المغرب الإسلامي رسميًا وفاة حماة في فبراير 2016.
كان الاسم الحركي لولد حماها هو هاكا (النطق الفرنسي لـ"AK"، ملمحًا إلى مهارته في التعامل مع بندقية أيه كيه-47). كان معروفًا أيضًا باسم «اللحية الحمراء» أو باربي روس بسبب لحيته الدائرية المحناة. وإلى جانب اللغة العربية، تحدث ولد حماها الفرنسية والسونغاية.